# Myrmecina sulcata
Myrmecina sulcata is een mierensoort uit de onderfamilie van de Myrmicinae. De wetenschappelijke naam van de soort is voor het eerst geldig gepubliceerd in 1887 door Carlo Emery. P.M. Ferrari in Buitenzorg en Odoardo Beccari op Celebes hadden deze soort verzameld.